# Богдан Т701
Богдан Т701 (укр. Богдан Т701) — 12-ти метровый низкопольный троллейбус, который производился с 2010 по 2022 год на Луцком автомобильном заводе. По состоянию на ферваль 2022 г. произведён 571 экземпляр разных модификаций, что делает его наиболее массовой моделью троллейбуса украинского производства. Последние троллейбусы данной модели были выпущены в январе-феврале 2022 года и отправились в Луцк за 10 дней до начала вторжения России в Украину.

## Описание
Кузов троллейбуса унифицирован с автобусом Богдан А701, обшивка кузова изготовлена из высокопрочной оцинкованной стали. Троллейбус может проехать 1 км на автономном ходу. Задняя подвеска оборудована четырьмя пневмоэлементами с электронной системой управления,   возможностью регулирования высоты уровня кузова и функцией книлинга (опускания правой части кузова для удобства входа и выхода пассажиров). Салон и кабина водителя оборудованы кондиционерами, для обогрева салона используются три отопителя.

## Модификации
- Богдан-Т70110 — первая модификация с двигателем постоянного тока ЭД139АУ2 (140 кВт) производства ГП "Электротяжмаш" и системой управления Cegelec TV Progress CDC (Чехия). Всего в 2010-2013 гг. произведено 159 троллейбусов, которые работают в Киеве, Крыму и Полтаве.
- Богдан-Т70115 — с электрооборудованием чешского производства: асинхронным двигателем Pragoimex TAM 1050C6 (175 кВт) и системой управления Cegelec Europulse. В 2010-2011 г. был выпущен 31 троллейбус: опытный экземпляр 70115АС, проходивший тестовую эксплуатацию в Остраве и 30 экземпляров, поставленных предприятию "Крымтроллейбус".
- Ursus Т70116 — с асинхронным двигателем TAM 1050C6 (175 кВт) производства Pragoimex, системой управления Cegelec Europulse и системой автономного хода. В 2013-2015 гг. совместно с польской фирмой Ursus было собрано 38 троллейбусов Ursus T70116 для Люблина.
- Богдан-Т70117 — выпускался с разными двигателями: с асинхронным ДТА-2У1 (180 кВт) производства Псковского электромашиностроительного завода и системой управления "Чергос" (Россия), двигателем АД903У1 ("Электротяжмаш"), и системой управления СТТ-01 компании "Политехносервис" (г. Бровары), а также двигателем 6ДТА (Латвия) с системами управления фирм "Чергос" или "Политехносервис". По состоянию на июнь 2021 года выпущено 305 троллейбусов этой модификации, которые работают в 11 городах Украины.
- TMG-7207 «Comfort» — модификация троллейбуса, оборудованная электродвигателем компании "РусЭлПром" и системой управления "Чергос". В 2014 г. был собран 1 экземпляр на мощностях российской компании "ТрансМашГрупп", троллейбус поставили в г. Видное.[2]
- Богдан-Т70118 — с асинхронным двигателем ДТА-2У1 (180 кВт) Псковского электромашиностроительного завода и системой управления Cegelec Europulse. В 2013 г. была построена одна машина, которая была поставлена в Винницу с измененным индексом Т70117.
- Богдан-Т70119 - перспективная модификация с асинхронным двигателем 6DTA (180 кВт) производства Рижского электромашиностроительного завода (Латвия) и системой управления ENIKA (Польша).
- Богдан Т901 - сочленённая версия троллейбуса Богдан Т701 с длиной в 18 м. Модификация .10 имела харьковский электродвигатель и систему управления Celegec TV Progress из Чехии. Модификация .17 имеет либо российское электрооборудование и систему управления, либо украинское электрооборудование и латвийскую систему управления. Всего с 2010 по 2021 было выпущено 148 троллейбусов этой модели. Все 106 троллейбусов .10 и 37 машин .17 эксплуатируются в Киеве, а 5 троллейбусов модификации .17 работают в Кременчуге.

## Эксплуатация
По состоянию на июнь 2021 г. Богдан-Т701 и его модификации эксплуатируются в 15 городах Украины, Польши и России.
| Страна          | Город       | Эксплуатирующее предприятие                           | Модификация        | Годы поставок    | Количество, шт. |
| --------------- | ----------- | ----------------------------------------------------- | ------------------ | ---------------- | --------------- |
| Украина         | Киев        | КП «Київпастранс»                                     | Богдан Т70110      | 2011—2013        | 97              |
| Украина/ Россия | Симферополь | ГУП РК «Крымтроллейбус»                               | Богдан Т70110      | 2010—2011        | 52              |
| Украина/ Россия | Симферополь | ГУП РК «Крымтроллейбус»                               | Богдан Т70115      | 2010—2011        | 30              |
| Украина         | Полтава     | КП «Полтавелектроавтотранс»                           | Богдан Т70110      | 2011             | 10              |
| Польша          | Люблин      | MPK Lublin Sp. z o.o.                                 | Ursus Т70116       | 2013—2015        | 38              |
| Россия          | Видное      | МУП «Видновский троллейбусный парк»                   | TMG-7207 «Comfort» | 2013             | 1               |
| Украина         | Винница     | КП «Вінницька транспортна компанія»                   | Богдан Т70117      | 2014             | 40              |
| Украина         | Сумы        | КП СМР «Електроавтотранс»                             | Богдан Т70117      | 2015, 2019, 2021 | 25              |
| Украина         | Хмельницкий | Хмельницкое КП «Електротранс»                         | Богдан Т70117      | 2015-2017, 2019  | 31              |
| Украина         | Черкассы    | КП «Черкасиелектротранс»                              | Богдан Т70117      | 2015—2016        | 8               |
| Украина         | Кременчуг   | КП «Кременчугское троллейбусное управление»           | Богдан Т70117      | 2016, 2018       | 36              |
| Украина         | Одесса      | КП «Одесміськелектротранс»                            | Богдан Т70117      | 2016             | 10              |
| Украина         | Полтава     | КП «Полтавелектроавтотранс»                           | Богдан Т70117      | 2016-2017, 2020  | 30              |
| Украина         | Киев        | КП «Київпастранс»                                     | Богдан Т70117      | 2017             | 21              |
| Украина         | Херсон      | ГКП «Херсонэлектротранс»                              | Богдан Т70117      | 2017-2018        | 8               |
| Украина         | Харьков     | КП «Троллейбусное депо №2» КП «Троллейбусное депо №3» | Богдан Т70117      | 2019-2021        | 84              |
| Украина         | Луцк        | Луцкое предприятие электротранспорта                  | Богдан Т70117      | 2020-2022        | 29              |
| В сумме:        | В сумме:    | В сумме:                                              | В сумме:           | В сумме:         | 571             |